# All These Things That I've Done
All These Things That I've Done este al treilea single lansat în Marea Britanie, respectiv al patrulea single lansat în SUA, al formației americane The Killers, și face parte de pe albumul lor de debut, Hot Fuss. A atins locul 74 în topul Billboard Hot 100 și locul 11 în topul britanic. A fost singurul cântec interpretat de trupă la Live 8.
Melodia conține o frază care se repetă la un moment dat, „I got soul, but I'm not a soldier”, și care a ajuns să fie considerată definitorie pentru ea. Actorul și muzicianul Bill Bailey a etichetat versul drept fiind un nonsens și a glumit, spunând că ar avea la fel de mult sens dacă formația ar cânta „I've got ham but I'm not a hamster”.
Cântecul poate fi auzit pe genericul de final al filmului din 2005 The Matador, în filmul din 2007 Southland Tales, la începutul episodului pilot al serialului de televiziune Jericho, la sfârșitul filmului din 2008 Expelled: No Intelligence Allowed și în primul episod al miniseriei-documentar Carrier. Nike a folosit cântecul într-o reclamă pentru Jocurile Olimpice de vară din 2008.

## Lista melodiilor

### Ediția britanică, varianta 7"
1. „All These Things That I've Done” (Flowers)
2. „Andy, You're A Star (Zane Lowe Radio 1 Session)” (Flowers)

### Ediția britanică, varianta CD
1. „All These Things That I've Done”
2. „All These Things That I've Done (Radio Edit)”
3. „Why Don't You Find Out For Yourself? (Zane Lowe Radio 1 Session)” (Morrissey/Alain Whyte)
4. „All These Things That I've Done (Video)”

### CD, varianta europeană
1. „All These Things That I've Done (Radio Edit)”
2. „All These Things That I've Done”

### Maxi CD, varianta europeană și australiană
1. „All These Things That I've Done (Radio Edit)”
2. „All These Things That I've Done”
3. „Mr. Brightside (The Lindbergh Palace Club Remix)” (Flowers/Keuning)
4. „All These Things That I've Done (Video)”

## Despre videoclipuri
Ca și „Mr. Brightside”, cântecul beneficiază de două videoclipuri. Primul videoclip îi prezintă pe cei patru membri The Killers cântând în timp ce merg în josul străzii Brick Lane din Londra, însoțiți de mai mulți oameni. În videoclip sunt intercalate și imagini cu publicul prezent la concertul pe care The Killers l-au susținut la London Astoria pe 8 iulie 2004.
Al doilea videoclip, regizat de fotograful olandez Anton Corbijn, prezintă secvențe suprarealiste în care membrii trupei, îmbrăcați în cowboys, sunt atacați de femei înarmate fiecare cu câte un bumerang. Povestea nu este spusă în ordine, dar poate fi înțeleasă cu ajutorul numerelor ce apar pe parcursul clipului.

## Poziții în topuri
- 10 (US Modern Rock)
- 18 (UK Singles Chart)
- 74 (Billboard Hot 100)